# Horama pennipes
Horama pennipes är en fjärilsart som beskrevs av Augustus Radcliffe Grote 1867. Horama pennipes ingår i släktet Horama och familjen björnspinnare. Inga underarter finns listade i Catalogue of Life.